# 織田美海
織田 美海（おだ みう）は主に静岡県内を拠点に活動する日本の女性シンガー。miuzic Entertainment所属。ピアノの弾き語りを得意とする。愛称は「おだみ」。イメージカラーはオレンジ。

## 概要
幼少期からピアノを習い、PIARAピアノコンクール中部地区大会1位、PIARAピアノコンクール全国大会アポロ奨励賞を受賞。高校に入ってから、ギターをはじめる。また、17歳の時、日本テレビが主催する「全日本歌唱力選手権 歌唱王2019静岡大会」にエントリーし、ファイナリストに選ばれる。本戦出場には至らなかったが、この挑戦が静岡の音楽芸能事務所miuzic Entertainment主宰の近藤薫の目に留まり、2019年12月、同事務所に所属。芸能活動をスタートした。 

## 略歴
2021年9月のCDデビューまでは、カバー曲を中心にmiuzic研究生としてのライブ活動であった。自社イベントであるアルイテイコウ・マルイノオンガク・STRAWBERRY FLAG・The twinkling street・IDOL Acoustic などには所属当初から都度不定期でゲスト参加している。

### 2019年
- 12月3日、miuzic Entertainmentと専属契約締結[1]。
- 12月7日、地元ららぽーと磐田で行われたフリーライブイベント「miuzic Entertainment合同イベント」に初出演。歌声披露のほか無料流しハイタッチ会も開催[2]。
- 12月19日、静岡 Freakey showで開催の「すわってMusic vol.5 Christmas Special in 静岡」出演。
- 12月28日、静岡マルイで開催のフリーライブイベント「マルイノオンガク」に初出演。

### 2020年
- 1月11・12日、静岡マルイで開催のフリーライブイベント「静岡マルイmiuzicイベント」に出演。
- 3月7日、イオンモール浜松志都呂で行われたフリーライブイベント、miuzic Entertainment合同イベントに出演。
- 3月29日、miuzic Entertainment presents 「サプリメント ボイス vol.1」に出演。
- 6月20日、織田美海×ゆなは×ふっぴー 無観客生配信ライブ 開催。

### 2021年
- 3月28日、静岡市の駿府城公園で開催された「葵舟OPEN記念イベント」2日目に出演。
- 6月20日、静岡東急スクエア（当時）前で始まったROSARIO+CROSSのフリーライブイベント「STRAWBERRY FLAG vol.1」に初ゲスト出演。
- 7月4日、新浜松駅前 hamamachi+で行われたフリーライブイベント、Music Net Parkに出演。
- 9月25日、1stシングル「クエスチョン」を全国リリース。CDデビュー。
- 10月22日、Marble-Maple望月瑠奈の主催イベント「Moonlight Echo vol.3」にオープニングアクトとして出演。
- 11月3日、静岡Freakeyshowにて、織田美海生誕祭「LAST TEEN 〜19番目の音〜」開催。
- 11月5日、SBSラジオ 「上田朋子のGoing My West」内「磐田情報局」にゲスト生出演。
- 11月15日、FM-Hi!「ゆうラジ！スナらじ」ゲスト出演。
- 12月18日、LIVE ROXY SHIZUOKAで開催の「SHIZUOKA MUSIC GENIC 2022 〜WINTER〜」にオープニングアクトとして出演。
- 12月19日、LIVE ROXY SHIZUOKAで開催の「SOUND OF Christmas POP MUSIC」に出演。

### 2022年
- 1月8日、ベイドリーム清水にて行われたmiuzic合同イベントに出演。
- 1月15日、「IDOL Acoustic online」に出演。初の配信公演を行った。
- 1月23日、草薙総合運動場内 屋内運動場にて開催のmiuzicの新イベント「静岡アイドル！大運動会2022」[3]に出場。
- 2月22日、Saya's Presents ｢フライングバレンタインLive～ 織田美海＆小林さやツーマンライブ｣ に出演[4]。
- 2月23日、用宗みなと温泉で行われたno Filterとのツーマンライブイベント「彩る用宗」に出演。
- 2月27日、ららぽーと磐田1階東広場で開かれた「磐田消防フェス」にて、磐田市1日消防長を務める[5]。
- 4月16日、織田美海主催イベント「ララ カンターレ vol.1」、浜松nandemallにて開催[6]。
- 5月1日、miuzic Entertainment新企画「オサダファッション部」始動。静岡のジーンズショップOSADA専属モデルの一人として参加[7]。
- 6月4日、「太田克樹、織田美海 アコースティックツーマンライブ」開催。
- 8月13日、織田美海主催イベント「ララ カンターレ vol.2」開催予定が台風の為中止に[8]。
- 9月25日、デビュー1周年記念日。
- 10月30日、静岡 江崎ホールにて織田美海生誕ホールコンサート「わたしとピアノ」開催[9]
- 11月15日、1stアルバム「やさしさのせい」全国CDリリース。

### 2023年
- 3月19日、三島楽寿園にて、初のミニ撮影会を開催。
- 4月9日、三島楽寿園にて、ライブ前に第2回ミニ撮影会 開催。
- 7月29日、LIVE ROXY SHIZUOKAにて、活動休止前ラストワンマンライブ「青空クレッシェンド 〜いってきますの詩〜」開催。
- 8月1日、イタリア留学の為ライブ活動休止。（SNS投稿は休止中も継続）
- 9月25日、デビュー2周年記念日。

### 2024年
- 5月26日、イタリア留学帰国後の初ライブとなる「青空クレッシェンド 〜ただいまの詩〜」を、静岡市紺屋町地下街に7月7日グランドオープンするmiuzicのライブハウス Magical River にて開催。プレオープンイベントとして、これが実質のこけら落としとなった[10]。
- 6月22日、浜松ソラモで開催の「ソラモデmiuzic vol.2」出演。
- 6月29日、織田美海 月一定期公演「Better togather than alone 」始動。
- 8月12日、KADODE OOIGAWAで開催の、Nine chocolates月一定期公演「KADODE Chocolates」に初出演。
- 8月18日、静岡PARCO屋上ビアガーデンで開催の「miuzic LIVE in マチソラBBQビアガーデン」に初出演。
- 8月22日、Magical River で開催の「The Vocalist vol.4」に出演。
- 9月6日、浜松窓枠で開催の、亜桜ゆぅき主催ライブ「じょしどるっ！vol.69 ～秋になるのはまだ早い！～」に出演
- 9月15日、静岡UHUにて開催の小林さや主催イベント「Reserve the day vol.13」に出演。
- 9月25日、デビュー3周年記念日。
- 9月28日、静岡Sunashで開催の、片平里菜ツアーライブ「風の吹くまま」静岡編にゲスト出演。
- 10月13日、草薙総合運動場内 屋内運動場にて開催の「静岡アイドル大運動会2024」出場。
- 10月25日、LIVEBAR風の街で開催の、ケケ不定期ライブ「メイドノミヤゲ 」vol.2 ゲスト出演。
- 11月2日、静岡 Magical River にて、織田美海 生誕祭「Sweet Birthday Melody」開催。
- 12月14日、静岡 Magical River にて、織田美海 月一定期公演「Better togather than alone 」vol.6 開催。

### 2025年
- 1月5日、運営より、3月1日のライブを最後に所属事務所から卒業する旨が発表された。[11]
- 1月10日、浜松窓枠で開催の、亜桜ゆぅき主催ライブ「じょしどる！」12thAnniversary に出演。
- 1月18日、静岡UHUで開催の、「Here with Music」　に出演。
- 1月19日、静岡 Magical River にて、織田美海 月一定期公演「Better togather than alone 1月編 」開催。
- 1月22日、エリカスパルサ静岡店での平日チェキ会に参加。
- 1月25日、七間町ARTIEにて開催の、no Filter 月一定期公演「The twinkling street」vol.35に出演。
- 1月26日、マークイズ静岡にて開催の「アルイテイコウ」vol.111に出演
- 1月30日、静岡 Magical River にて開催の「Magical River Side Story」vol.13に出演。
- 2月2日、七間町ARTIEにて開催の、no Filter 月一定期公演「The twinkling street」vol.36　2部に出演。
- 2月8日、静岡市民文化会館で開催のmiuzicイベント「ちゃんこmiuzic」に出演。最初で最後のアイドルパフォーマンスを披露。[12]
- 2月9日、静岡 Magical River にて開催の「Magical River Side Story」
- 2月13日、タワーレコード新宿店9F イベントスペースにて開催の「室田瑞希フリーイベント」にO.Aとして出演。[13]
- 2月16日、掛川花鳥園 花の大温室にて開催のフリーライブ、「花と鳥と音楽と」vol.15に出演。
- 2月22日、焼津 夢擂屋にて開催の、優 主催ライブ「夢擂屋 LOVE LIVE」vol.3 に出演。
- 2月23日、静岡 Magical River にて昼帯開催の、「星野れな 生誕祭」にゲスト出演。 夜帯、同所にて 織田美海 月一定期公演「Better together than alone 2月編」開催。
- 2月24日、駿府城公園 紅葉山庭園にて、最後のおさんぽ撮影会を開催。夜帯、Magical River にて「ちゃんこ後夜祭」に出演。
- 2月26日、エリカスパルサ静岡店での平日チェキ会に参加。
- 3月1日、静岡 Magical River にて、織田美海 卒業公演「卒業のうた」開催。[14]

## ディスコグラフィー

### シングル
| #   | 発売日        | タイトル     | 収録曲                                                             | 品番      | 備考             |
| --- | ------------- | ------------ | ------------------------------------------------------------------ | --------- | ---------------- |
| 1st | 2021年9月25日 | クエスチョン | 1. クエスチョン 2. 朝が来るまで 3. クエスチョン（Piano solo ver.） | MIUZ-2107 | CD・配信リリース |

### アルバム
| #   | 発売日         | タイトル       | 収録曲 | 品番      | 備考             |
| --- | -------------- | -------------- | --- | --------- | ---------------- |
| 1st | 2022年11月15日 | やさしさのせい | 1. Rainbow days 2. ルーレットを回して 3. 朝が来るまで 4. タイムリミット 5. さよならの答え合わせ 6. クエスチョン 7. やさしさのせい | MIUZ-2206 | CD・配信リリース |

### MV
- 織田美海 1st Single「クエスチョン」Music Video（2021.9.25 Release!）
- 織田美海 / Rainbow days 【Music video】

## 定期公演

### Better togather than alone
留学休止からの復帰後、ライブハウスで開催されている月一定期公演。
| #     | 公演日         | 会場          | ゲスト等                                             | 備考                                                                      |
| ----- | -------------- | ------------- | ---------------------------------------------------- | ------------------------------------------------------------------------- |
| vol.1 | 2024年6月29日  | Magical River | 亜桜ゆぅき・りえ（no Filter）                        | 6月編                                                                     |
| vol.2 | 2024年7月28日  | Magical River | 芹沢ミユ・なぎさ（エリカ・スパルサ）                 | 7月編                                                                     |
| vol.3 | 2024年8月18日  | Magical River | 天崎ことり（Nine Chocolates）                        |                                                                           |
| vol.4 | 2024年9月18日  | Magical River | ゆなは（no Filter）・りん（no Filter）               |                                                                           |
| vol.5 | 2024年10月26日 | Magical River | ゆなは（no Filter）・星野れな（ROSARIO+CROSS）       | 10月編 REMIYUディズニースペシャル （※11月は生誕祭開催の為公演なし）       |
| vol.6 | 2024年12月14日 | Magical River | 鳴宮綸花（ROSARIO+CROSS）・星野れな（ROSARIO+CROSS） | 12月編 当初予定ゲストのこころがインフルエンザで欠席、急きょ星野が代打出演 |
| vol.7 | 2025年1月19日  | Magical River | こころ                                               | 1月編                                                                     |
| vol.8 | 2025年2月23日  | Magical River | 麻倉ゆわ（ROSARIO+CROSS）・咲間えり（ROSARIO+CROSS） | 2月編 ※最後の定期公演                                                     |